# Carqueiranne
Carqueiranne [kaʁkeʁan] ist eine französische Gemeinde mit 9412 Einwohnern (Stand 1. Januar 2022) im Département Var in der Region Provence-Alpes-Côte d’Azur. Der Ort gehört zum Arrondissement Toulon und zum Kanton La Garde.

## Lage
Carqueiranne liegt an der Mittelmeerküste (Côte d’Azur) zwischen Le Pradet und Hyères.

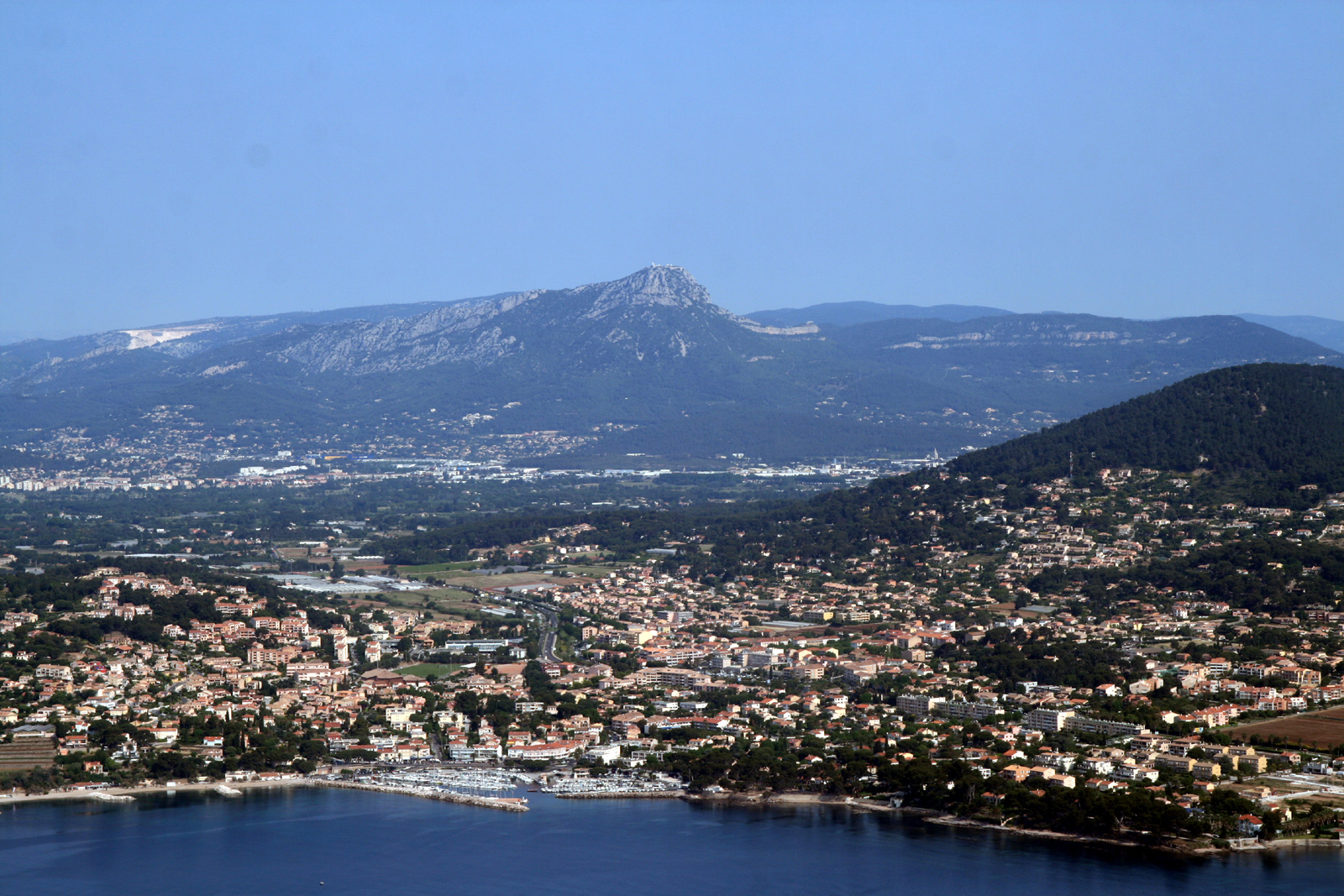
Carqueiranne